# حواصیل نوک‌بزرگ
حواصیل نوک‌بزرگ (نام علمی: Ardea sumatrana) پرنده‌ای بزرگ از خانوادهٔ حواصیلان است که در مناطق گرمسیری جنوب شرق آسیا و اقیانوسیه یافت می‌شود.

## ویژگی‌های ظاهری
حواصیل نوک‌بزرگ با طول حدود ۱۱۵ سانتی‌متر و وزنی بین ۲ تا ۲.۶ کیلوگرم، یکی از بزرگ‌ترین گونه‌های حواصیل است. این پرنده دارای منقاری بلند و قوی به رنگ خاکستری تیره است که برای شکار ماهی‌ها و دیگر موجودات آبزی مناسب می‌باشد. پرهای بدن به رنگ خاکستری تیره و پاها بلند و خاکستری‌رنگ هستند.

## زیستگاه و پراکندگی
این گونه در مناطق ساحلی، جنگل‌های حرا، تالاب‌ها و رودخانه‌های مناطق گرمسیری جنوب شرق آسیا، از جمله مالزی، اندونزی، فیلیپین و بخش‌هایی از استرالیا زندگی می‌کند. حواصیل نوک‌بزرگ ترجیح می‌دهد در نزدیکی آب‌های کم‌عمق به جستجوی غذا بپردازد.

## رفتار و تغذیه
حواصیل نوک‌بزرگ عمدتاً از ماهی‌ها، سخت‌پوستان و دوزیستان تغذیه می‌کند. این پرنده به‌صورت انفرادی یا در گروه‌های کوچک به شکار می‌پردازد و با استفاده از منقار قوی خود، طعمه را از آب می‌گیرد.

## وضعیت حفاظتی
بر اساس ارزیابی‌های اتحادیه بین‌المللی حفاظت از طبیعت (IUCN)، حواصیل نوک‌بزرگ در دستهٔ گونه‌های با کمترین نگرانی (Least Concern) قرار دارد. با این حال، تخریب زیستگاه‌های طبیعی و آلودگی محیط‌زیست می‌تواند تهدیدی برای جمعیت این پرنده باشد.